# Centro culturale internazionale Oscar Niemeyer

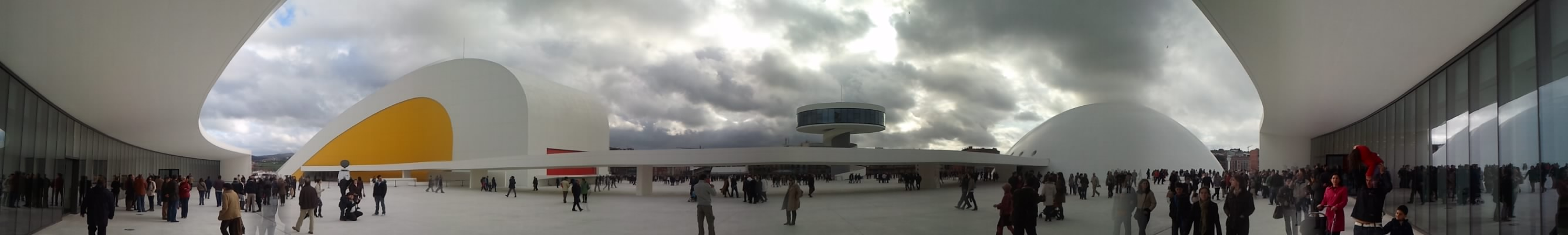
Il Centro Niemeyer

Il Centro culturale internazionale Oscar Niemeyer, popolarmente conosciuto come Centro Niemeyer, è un complesso culturale di importanza internazionale che integra vari eventi artistici e culturali, mostre, musica, teatro e danza, cinema, cibo, parole, istruzione... Situato a Avilés, Asturie, (Spagna).
"Una piazza aperta in tutto il mondo, un luogo di istruzione, cultura e pace". Attualmente il centro e si cala nel paesaggio urbano della "Villa del Adelantado", essendo visibile, grazie al suo colore bianco e le dimensioni, da luoghi diversi e da l'aria.

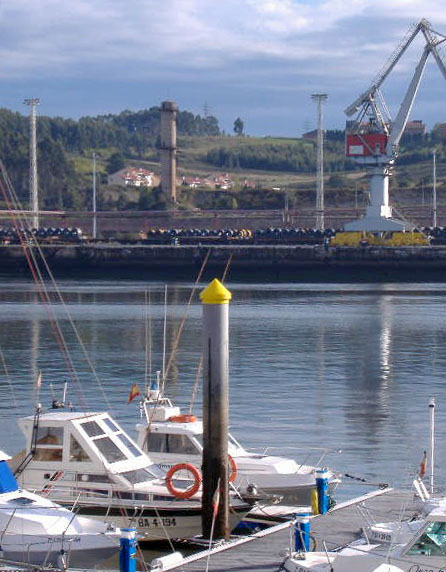
Paseo de la Ría de Avilés. Asturias. Spagna.

## Oscar Niemeyer: Design
Il centenario architetto brasiliano Oscar Niemeyer (creatore di Brasilia e uno dei miti dell'architettura universale) ha ricevuto il Premio Principe delle Asturie per le Arti nel 1989, essendo l'origine del rapporto dell'architetto con il Principato delle Asturie. Anni dopo, Niemeyer ha donato un grande progetto al Principato. Il suo design è diventato un progetto che mira ad essere uno dei riferimenti internazionale nella produzione di contenuti culturali, un settore connesso con l'eccellenza dedicato a istruzione e cultura. Questa è l'unica opera di Oscar Niemeyer in Spagna e, nelle sue parole, il più importante di tutto ciò che ha fatto in Europa. Questo è stato anche il motivo per il Centro Culturale Internazionale ha ricevuto il nome del suo creatore.

### Struttura
Il progetto culturale complesso è costituito da cinque pezzi distinti e complementari:
- Auditorium: per circa 1.100 spettatori.
- Lo spazio espositivo di circa 4.000 m² piano di aperta.
- Look-out torre: sul fiume e la città.
- Multi-building scopo: che ospiterà una sala cinematografica, sale prove, incontri e conferenze.
- Piazza Aperta: che sarà programmata attività culturali e ricreative, di continuo, e si propone di integrare il centro della città.

### Passo dopo passo
Realizzato dal governo della Spagna e dal Principato delle Asturie come motore di rigenerazione economica e urbana di un'area degradata e nel processo di trasformazione industriale, la prima pietra fu posta nel 2008.
Il primo edificio ad essere costruito è stato destinato per il museo. L'utilizzo di una tecnica all'avanguardia per gli edifici culturali in Spagna ha permesso di installare la struttura in meno di un'ora. Altri edifici sono in fase molto avanzata, si possono distinguere chiaramente quale sarà la struttura finale del tutto.
Il centro è stato aperto nella primavera del 2011.

### Rigenerazione urbana nella città: "effetto Niemeyer"
Il Centro Culturale Internazionale Oscar Niemeyer è una componente ambientale molto importante , dal momento che è diventato un fulcro di un ampio processo di rigenerazione urbana, che consentirà di recuperare l'estuario di Ría de Avilés ed eliminare il traffico pesante all'interno del porto per guadagnare spazio per lo sport e il tempo libero. Tutto questo è stato chiamato 'L'isola dei Innovazione'

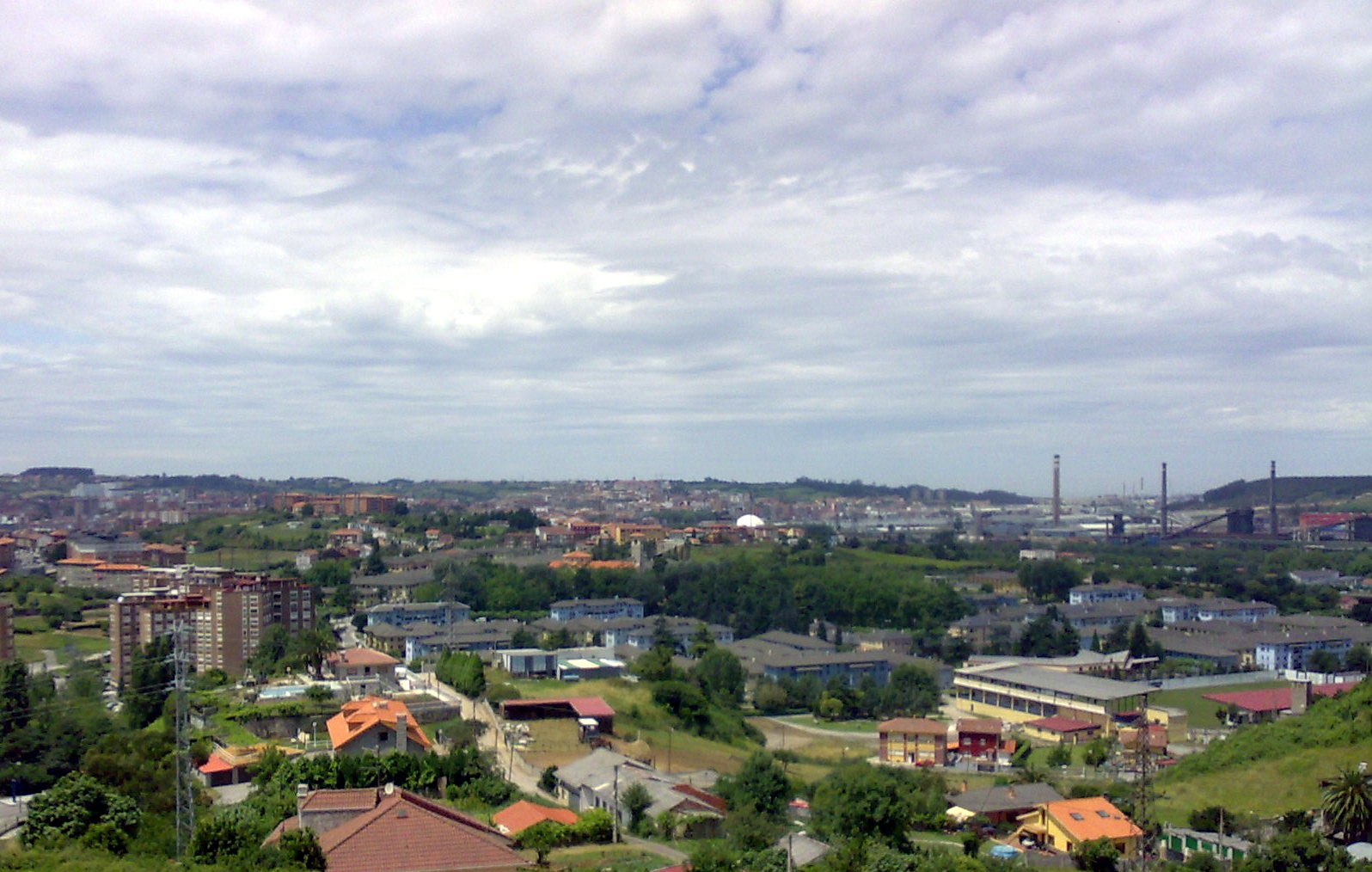
Il centro Niemeyer cominciando a prendere forma nel paesaggio di Avilés.

## Un punto di riferimento per la conoscenza
La visione del suo creatore si basa su tre pilastri: istruzione, cultura e pace. Niemeyer Center è progettato come un magnete in grado di unire questi tre elementi, in grado di attrarre talenti, se un nodo di conoscenza e creatività per essere un luogo di condividerlo. A tal fine, il Niemeyer saranno in rete con alcuni dei centri culturali più prestigiose della scena internazionale. A questo proposito, nel dicembre 2007, il Centro Niemeyer ha organizzato il primo Global Centri di Cultura di Avilés (noto anche come il G8 di Cultura), coinvolgendo, come permanente, il Lincoln Center di New York, il Barbican Centre di Londra, la SydneyOpera House, il Centro Pompidou di Parigi, la Biblioteca di Alessandria, il Tokyo International Forum e l'Hong Kong Cultural Center.
Ma il centro non pretende di essere solo un gateway per il meglio della cultura universale, ma anche una fabbrica per la produzione di contenuti.

### Film Centre
Il Centro dispone di un cinema situato in un edificio polifunzionale.
Il numero 7 nella sede riga 5 prende il nome dal regista Woody Allen a New York, che ha aperto nella primavera del 2011.
Allen ha proposto l'idea al governo del Principato delle Asturie, dopo varie visite nella regione delle Asturie. Woody Allen ha dimostrato il suo sostegno al centro di parecchie volte avilesino, visitando la città e anche nel suo primo film girato in Spagna, Vicky Cristina Barcelona. Inoltre, suonando il clarinetto con la New Orleans Jazz Band al concerto inaugurale del centro.
Nell'ottobre del 2008 la notizia alla stampa che la European Film Academy Film Centre collaborerà con il Centro Avilés Niemeyer

### Gastronomia
Il Centro dispone di tre eventi dedicati a questa scienza: il Gastro (ristorante) e cocktail (la Torre) e la bar (in un edificio polifunzionale).

### Mostra
La vasta sala espositiva principale si trova nel Duomo. Una seconda sala, più piccola dimensione sen nel foyer della sala.

### Altre arti
Educazione, musica, teatro, danza, ... Centro Niemeyer ospita diversi tipi di manifestazioni artistiche e culturali, inserendoli nella propria programmazione.

## Fondazione Centro Culturale Internazionale Oscar Niemeyer
Nel 2008 ha creato la Fondazione incaricata di fissare attività del centro culturale. E prima ancora la sua costruzione si stava sviluppando un programma internazionale con visite Vinton Cerf Fatima Mernissi la première del film Woody Allen, alla presenza del regista statunitense, ecc.
Il centro ha anche un International Advisory Board, composto da personalità come Stephen Hawking, Vinton Cerf, Woody Allen e Paulo Coelho.

## Premi
- 'Miglior Progetto-National Barcelona Meeting Point[5]
- Miglior progetto urbano Premio Éxito Empresarial en Asturias[6]

## Galería

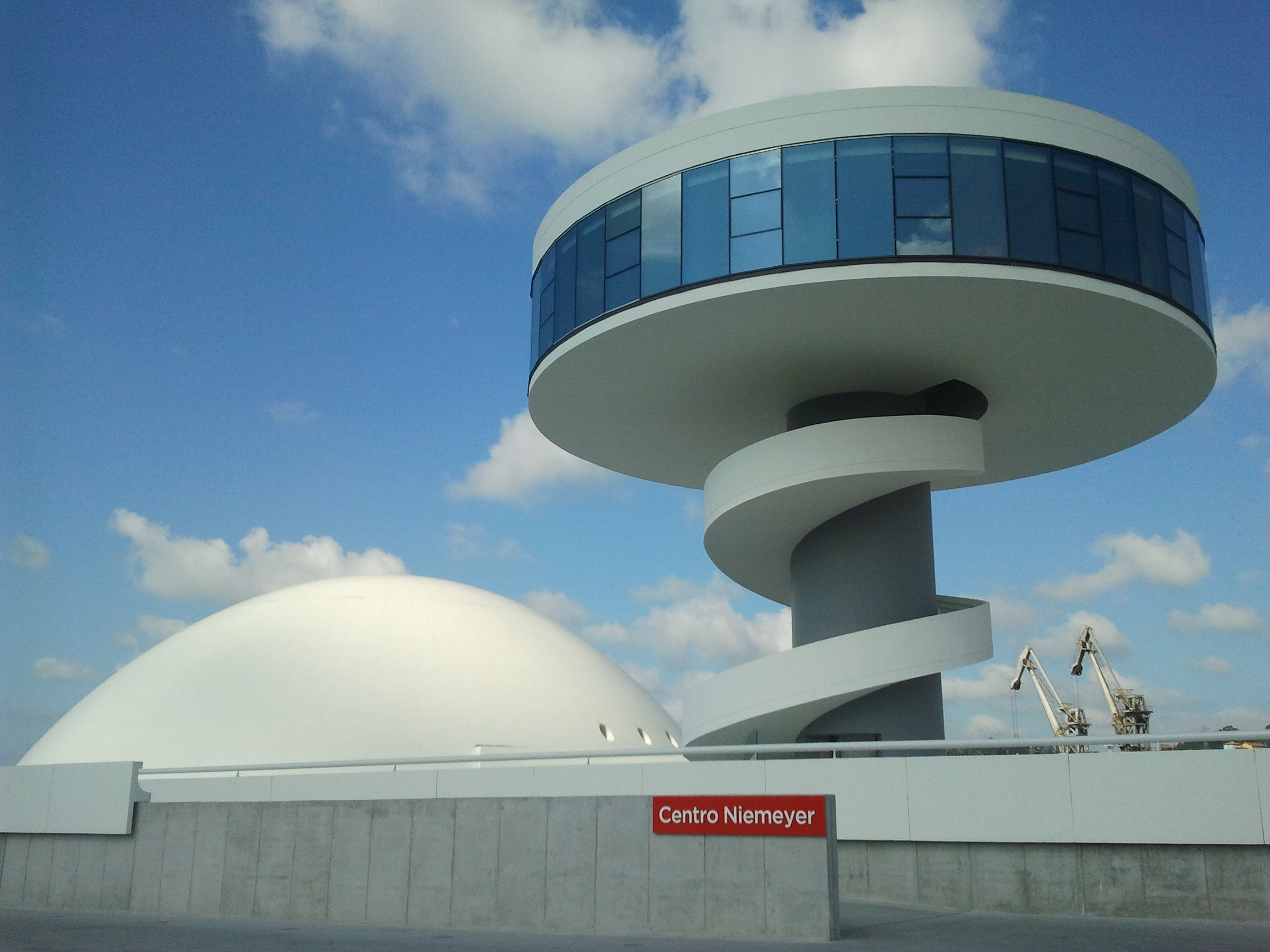
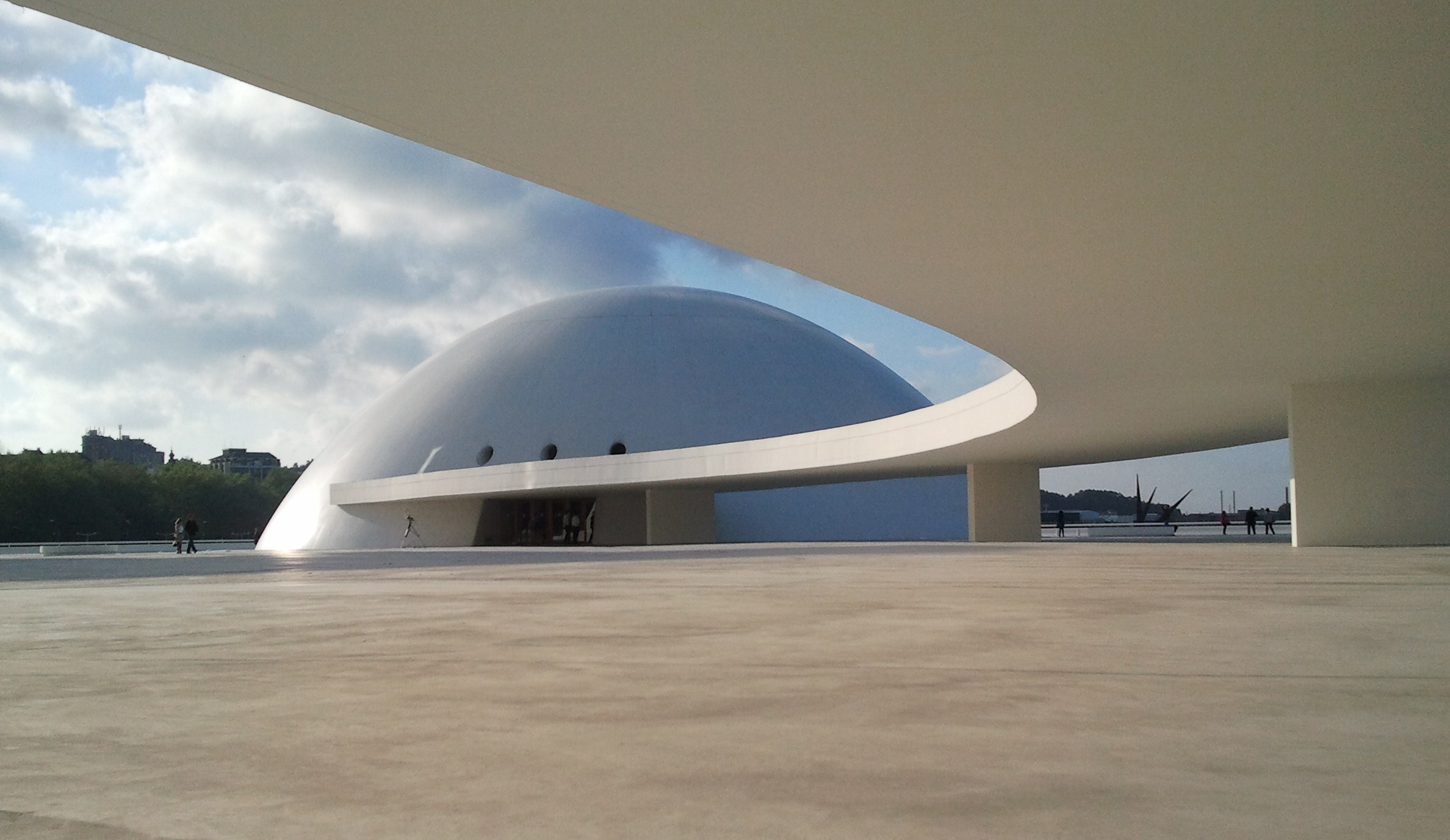
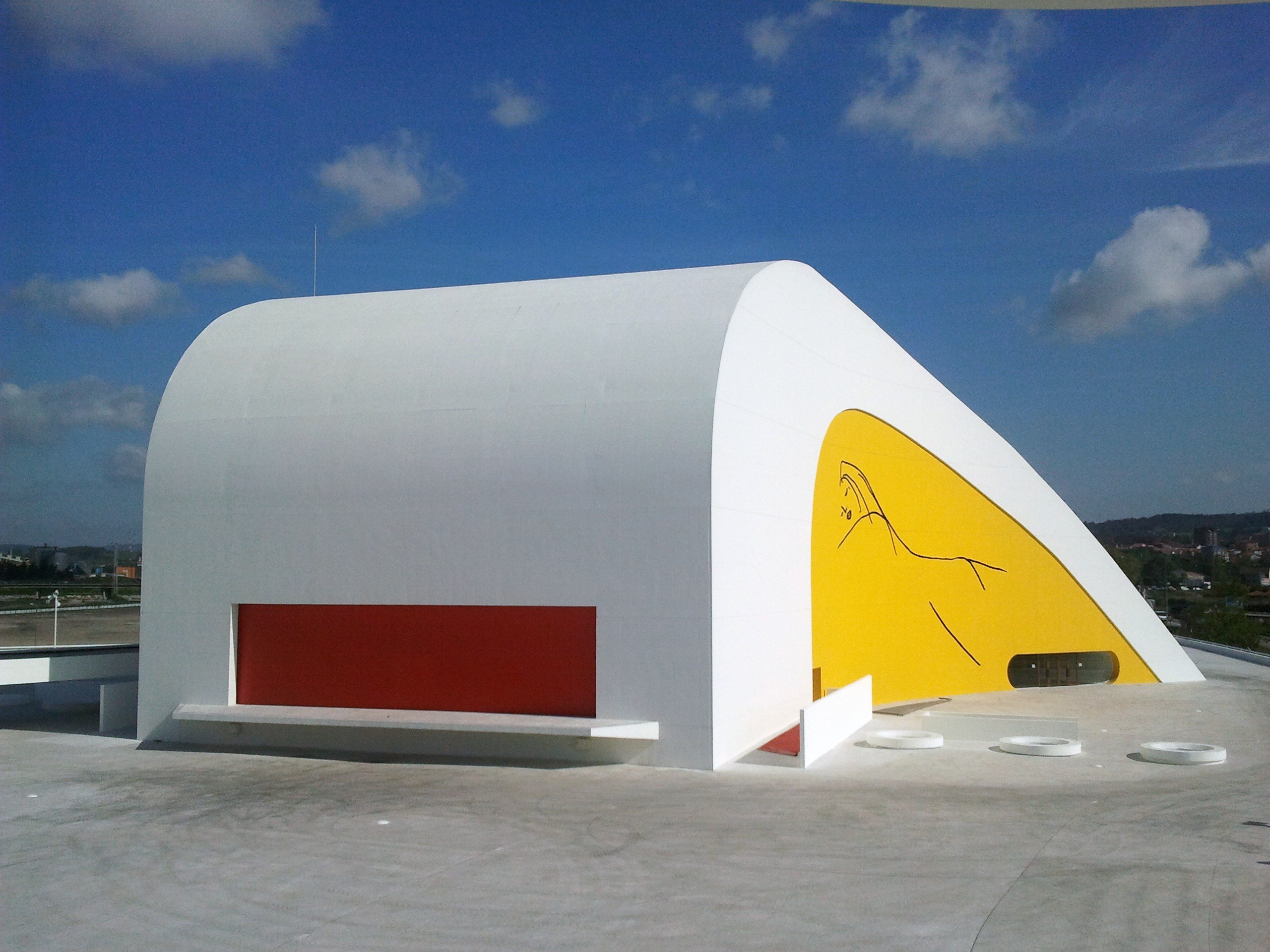
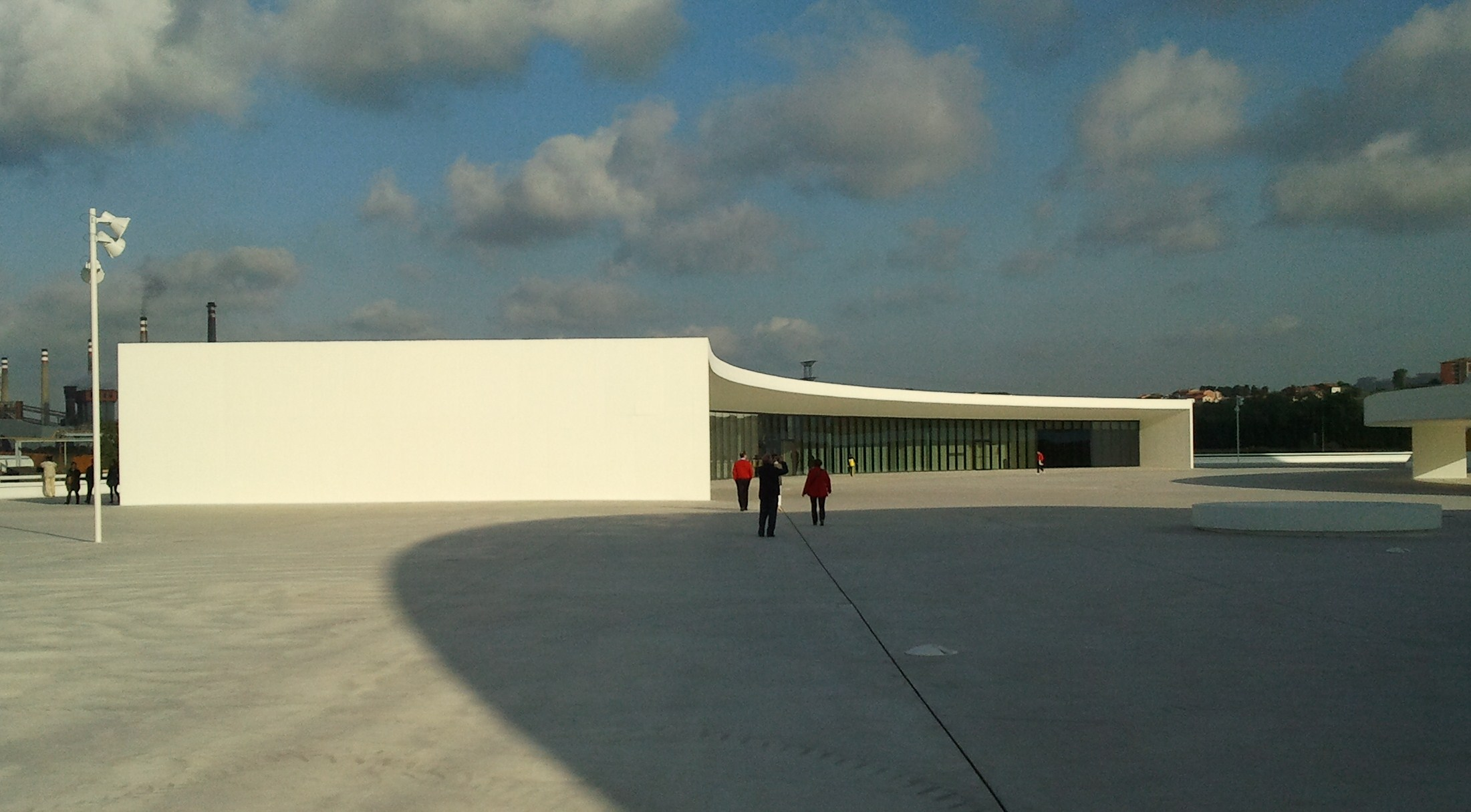
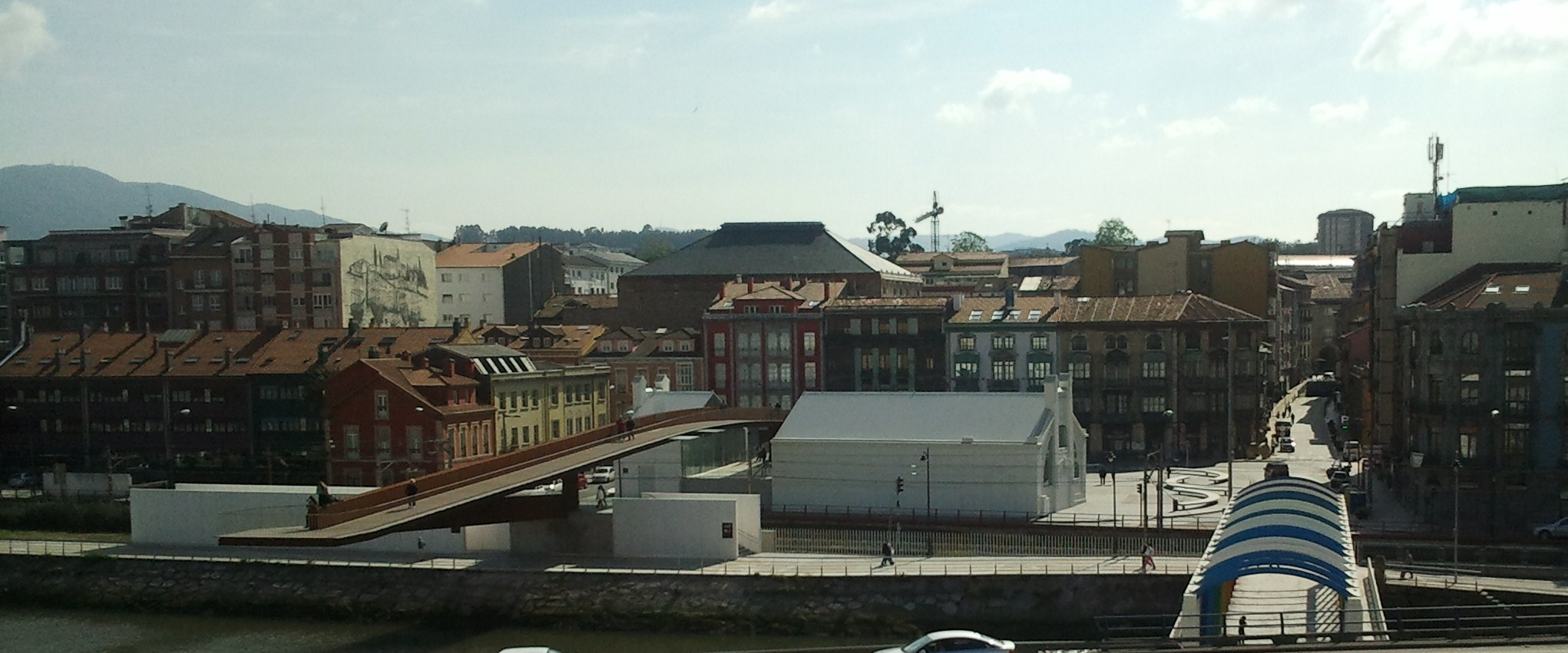
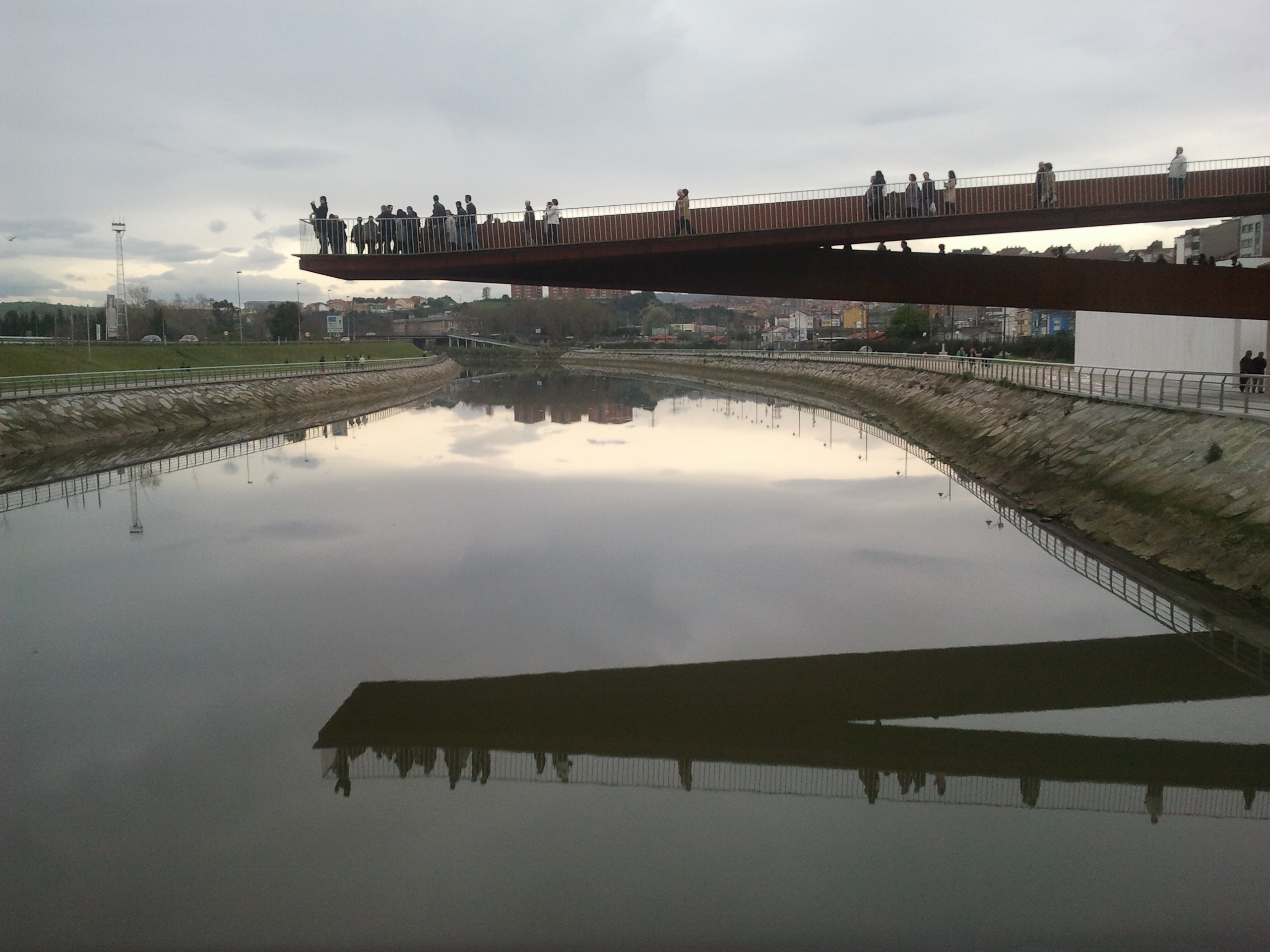
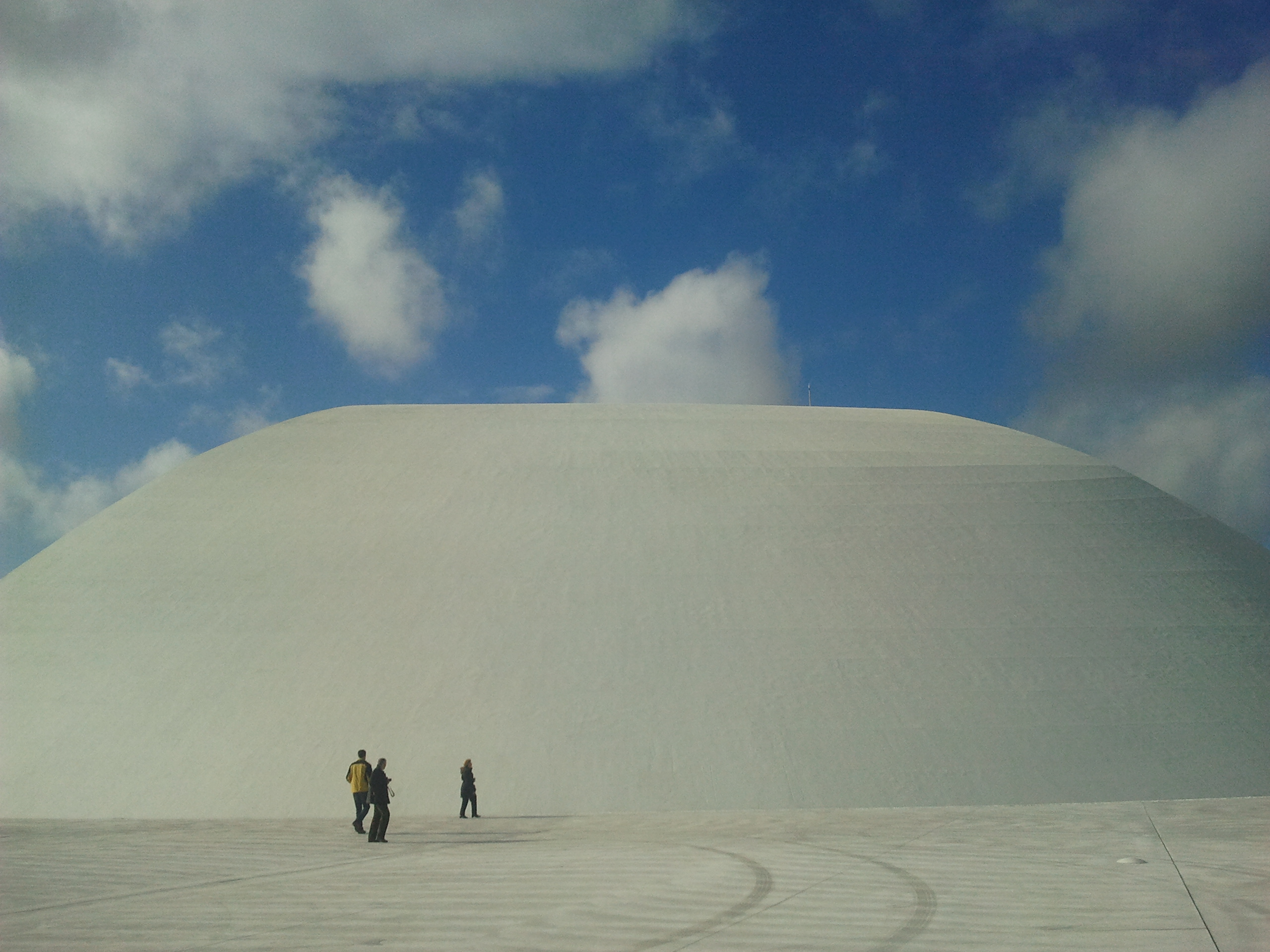
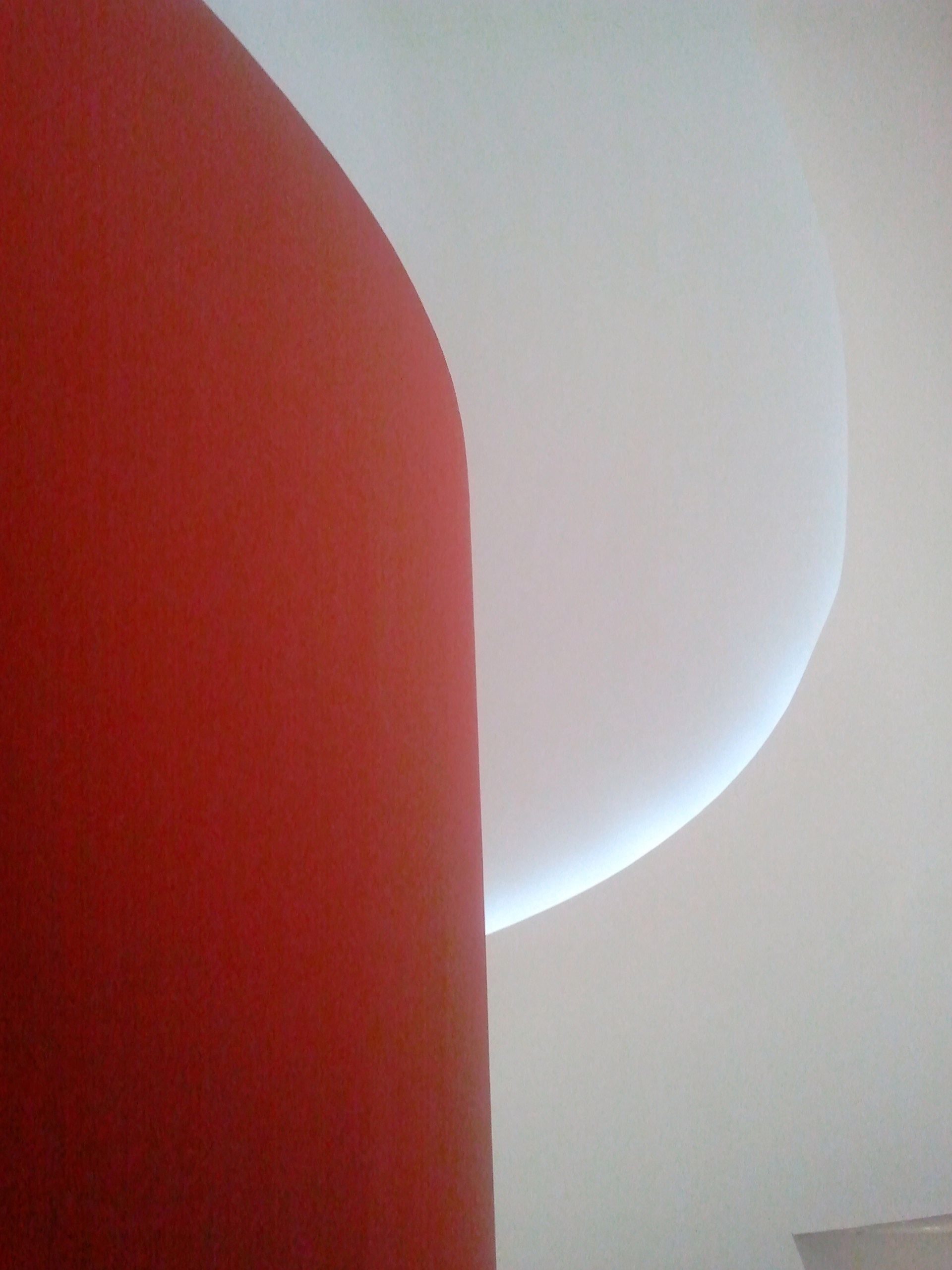
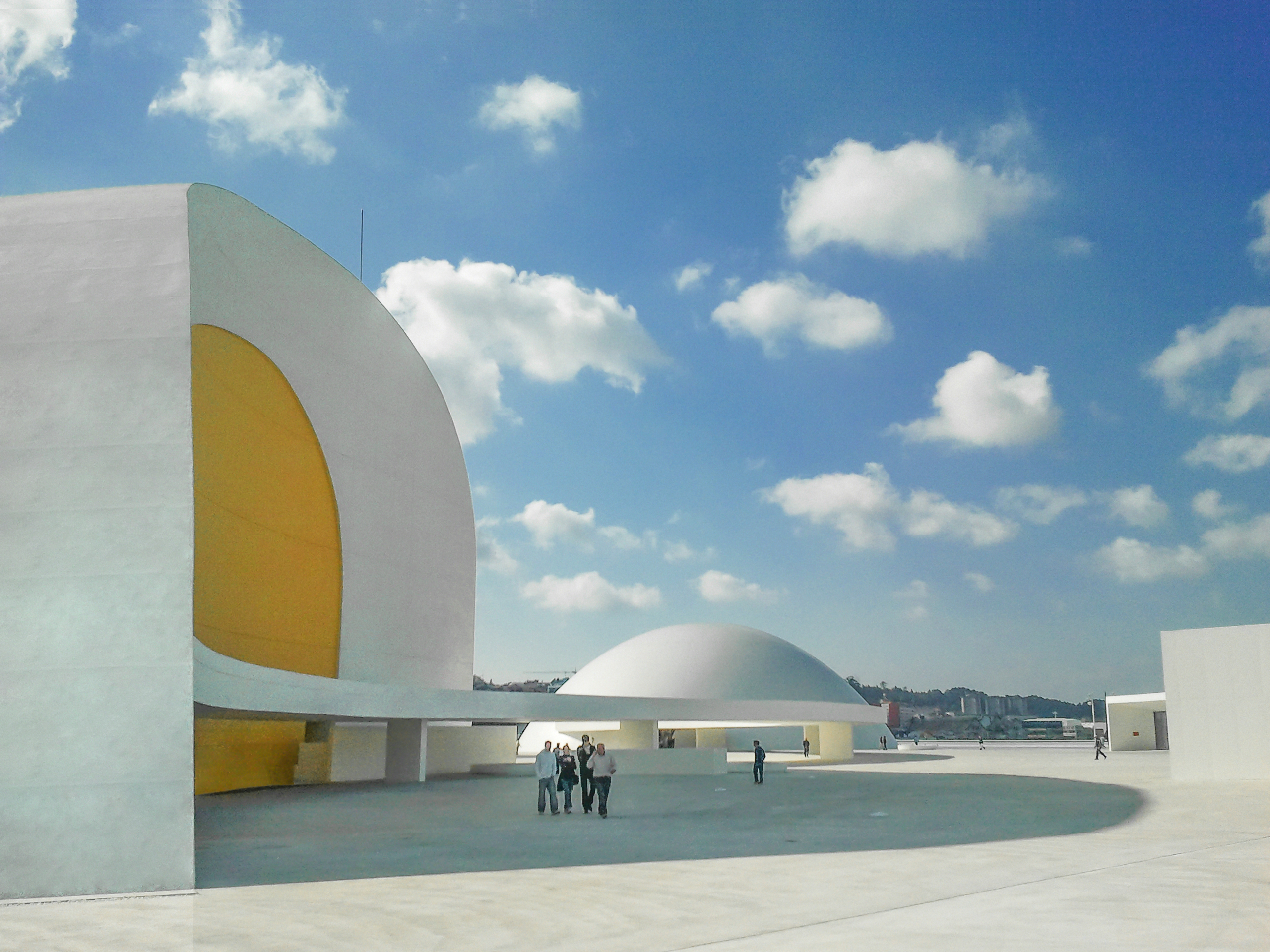
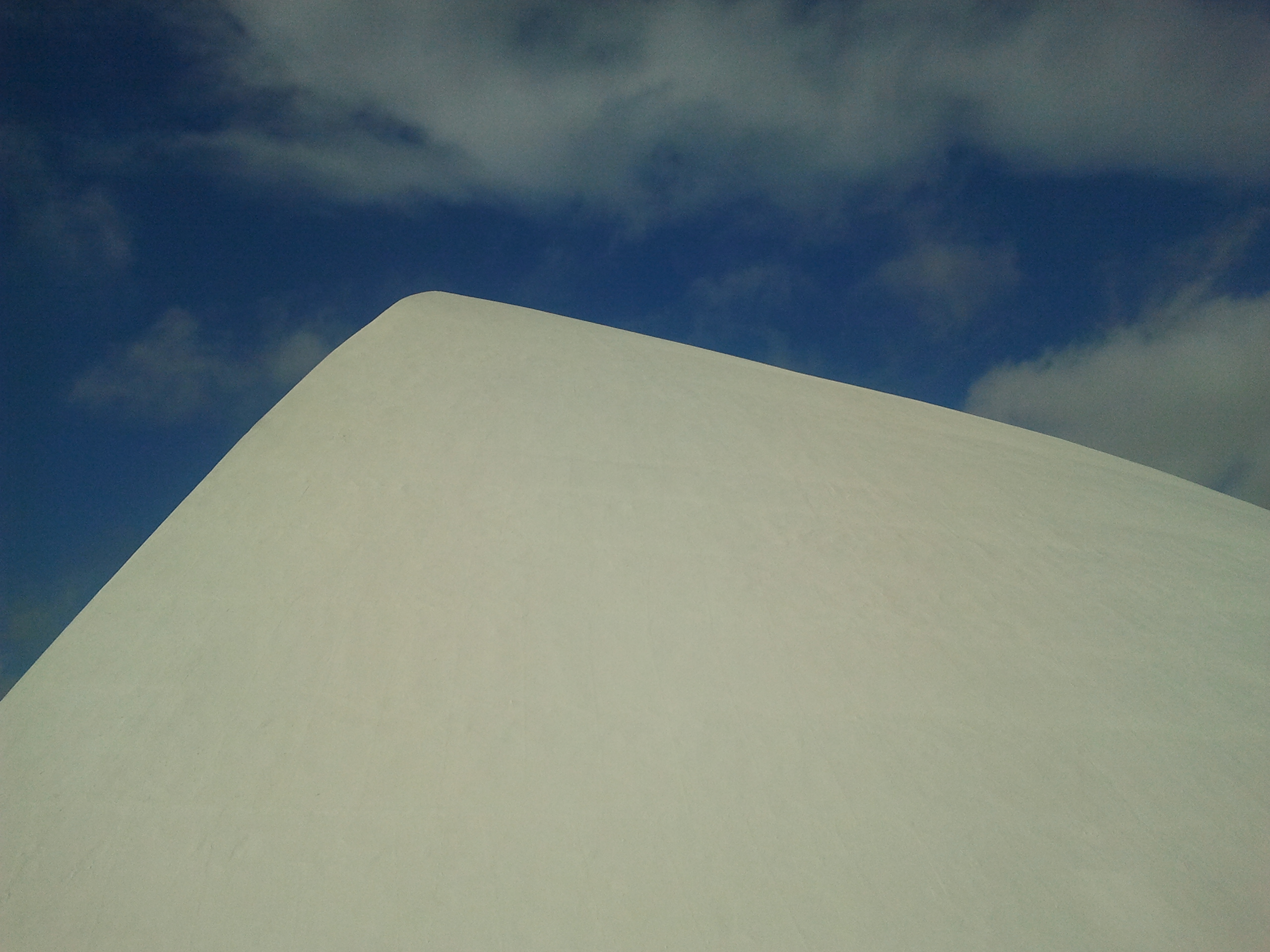
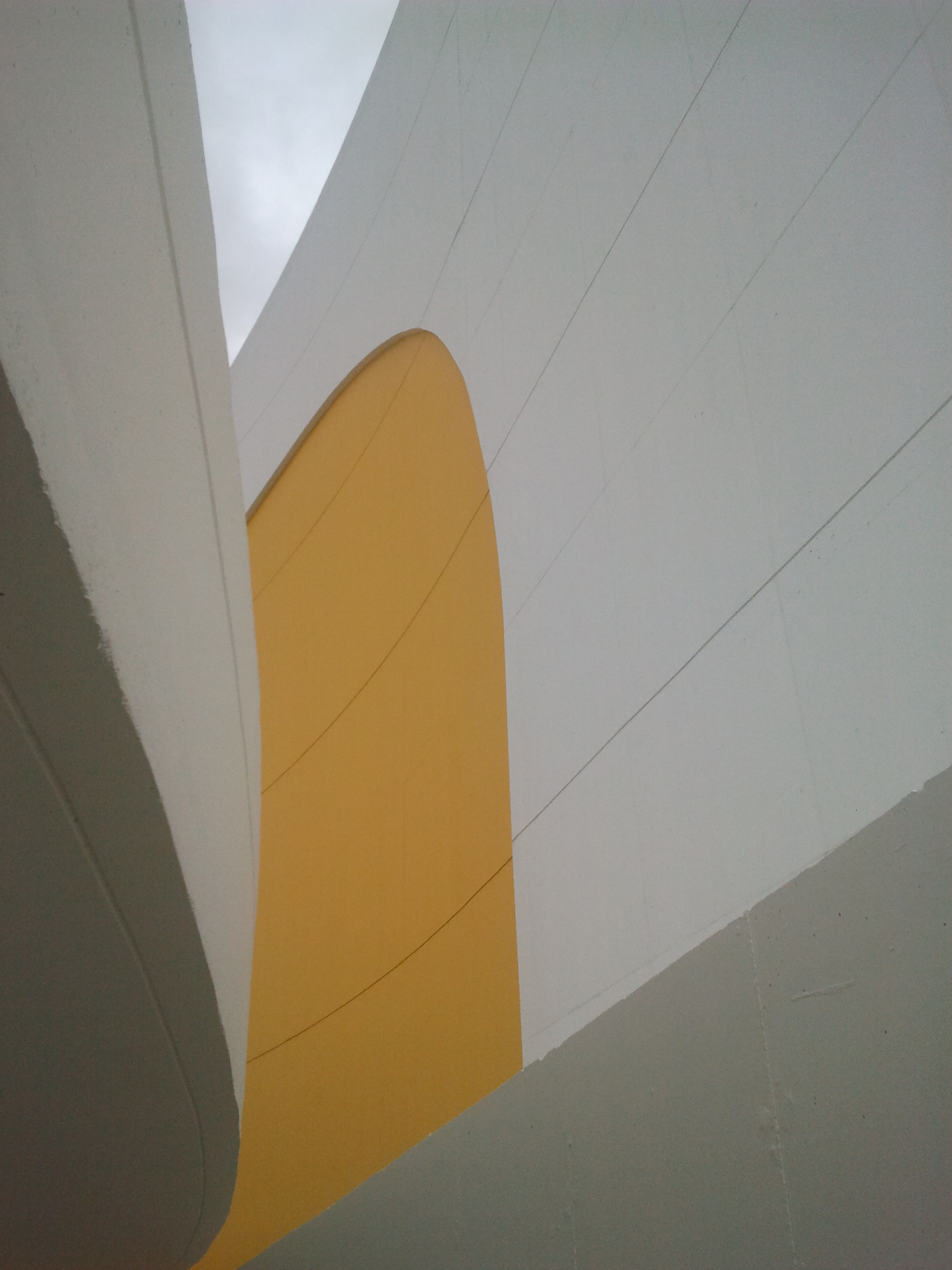
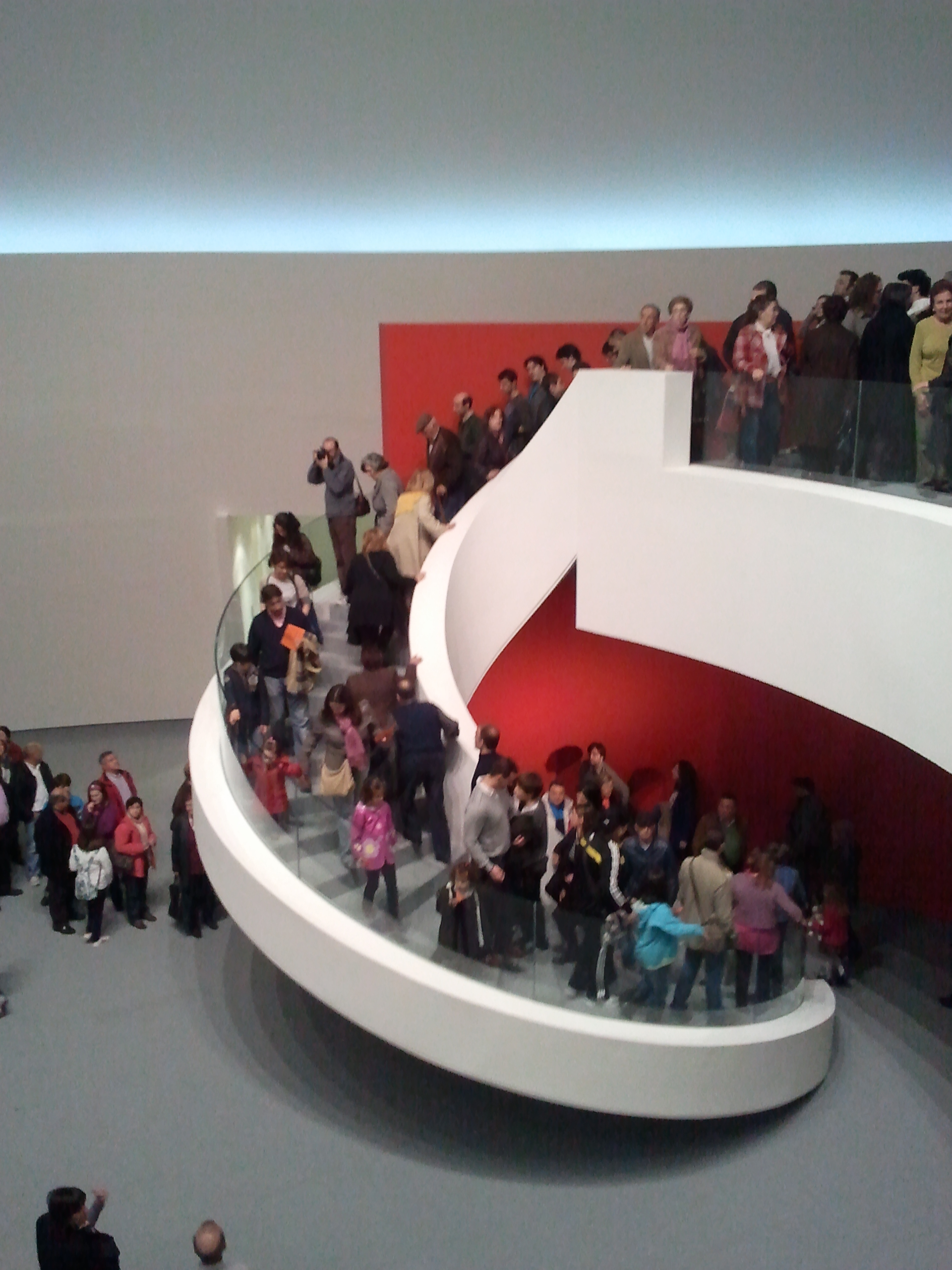